# Jaboticabal (gemeente)
Jaboticabal is een gemeente in de Braziliaanse deelstaat São Paulo. De gemeente telt 73.084 inwoners (schatting 2009).

## Aangrenzende gemeenten
De gemeente grenst aan Barrinha, Guariba, Monte Alto, Pitangueiras, Pradópolis, Sertãozinho, Taiuva, Taquaral en Taquaritinga.